# Сопотня-Велика
Сопотня-Велика (пол. Sopotnia Wielka) — село в Польщі, у гміні Єлесня Живецького повіту Сілезького воєводства.
Населення — 1680 осіб (2011).
У 1975-1998 роках село належало до Бельського воєводства.

## Демографія
Демографічна структура станом на 31 березня 2011 року:
|          | Загалом | Допрацездатний вік | Працездатний вік | Постпрацездатний вік |
| -------- | ------- | ------------------ | ---------------- | -------------------- |
| Чоловіки | 865     | 199                | 582              | 84                   |
| Жінки    | 815     | 170                | 485              | 160                  |
| Разом    | 1680    | 369                | 1067             | 244                  |